# Renault Type JD
Der Renault Type JD, auch 40 CV genannt, war ein Personenkraftwagenmodell der Zwischenkriegszeit von Renault.

## Beschreibung
Die nationale Zulassungsbehörde erteilte am 11. April 1922 seine Zulassung. Als Variante des Renault Type IR hatte es weder Vorgänger noch Nachfolger.
Der wassergekühlte Sechszylindermotor mit 110 mm Bohrung und 160 mm Hub leistete aus 9123 cm³ Hubraum 140 PS. Die Motorleistung wurde über eine Kardanwelle an die Hinterachse geleitet. Die Höchstgeschwindigkeit war je nach Übersetzung mit 70 km/h bis 92 km/h angegeben.
Eine Quelle gibt an, dass das Fahrzeug bei einem Radstand von 380,2 cm und einer Spurweite von 150 cm 488,3 cm lang und 179,5 cm breit war. Eine andere Quelle nennt zwei verschieden lange Fahrgestelle mit 380 cm bzw. 399 cm Radstand, die für eine Fahrzeuglänge von 493 cm bzw. 512 cm sorgten. Der Wendekreis war mit 15 bis 16 Metern angegeben. Das Fahrgestell wog 1680 kg, das Komplettfahrzeug zwischen 2350 kg und 2500 kg. Überliefert ist nur Limousine.
Das Fahrgestell kostete 1922 in beiden Längen 48.000 Franc.
Im Gegensatz zum frühen Type IR verfügten die Fahrzeuge über Vorderradbremsen.